# Cimetière de Warriston
Le cimetière de Warriston (en anglais: Warriston Cemetery) est situé à Warriston, un des faubourgs du nord d'Édimbourg, en Écosse. Il a été inauguré en 1843 et occupe une superficie de 5,7 hectares sur un site légèrement incliné. Il contient des dizaines de milliers de tombes, dont certaines de style victorien  ou édouardien, la plus célèbre étant celle du médecin Sir James Young Simpson.
Il est situé du côté nord de Water of Leith.

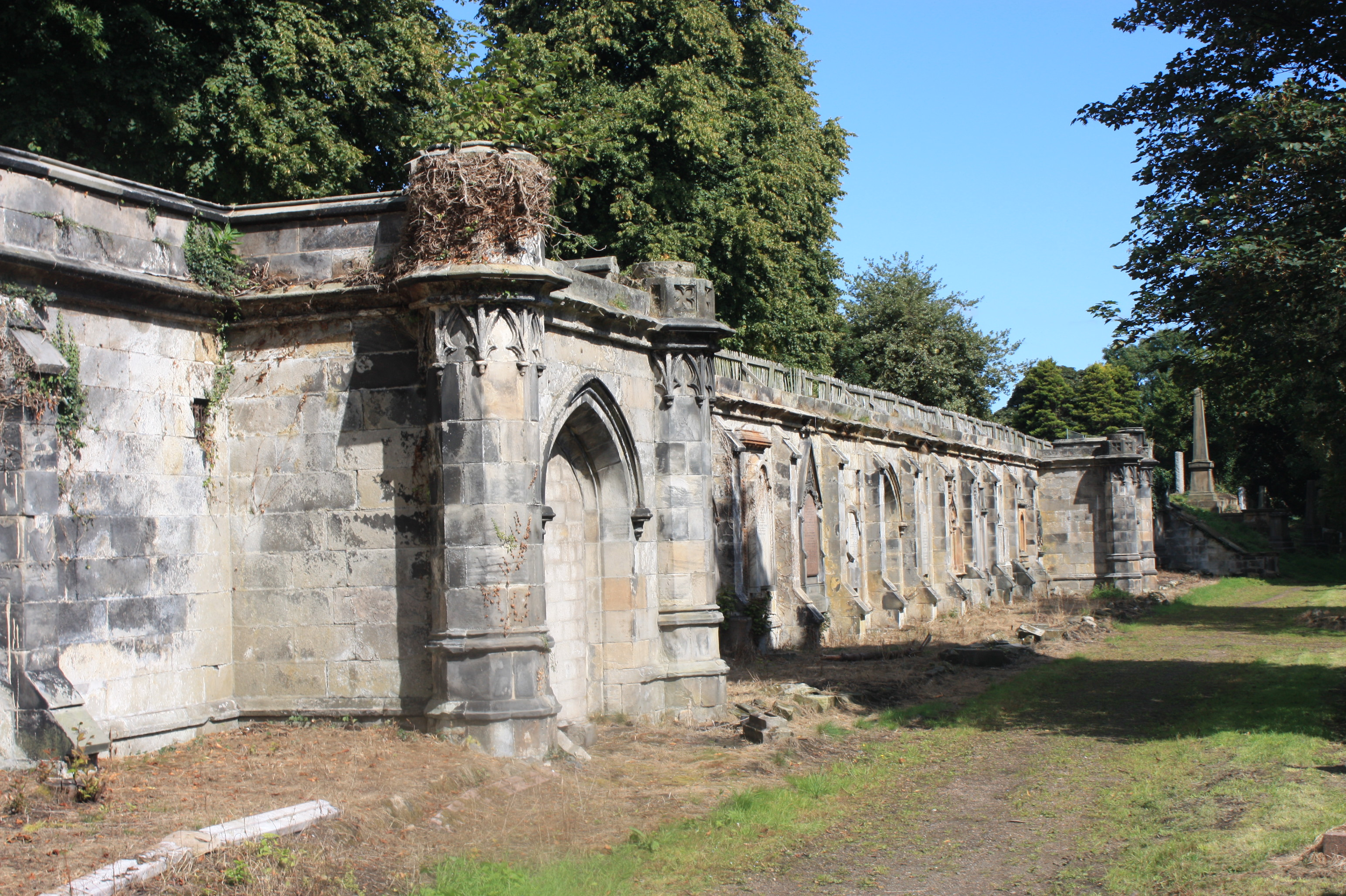
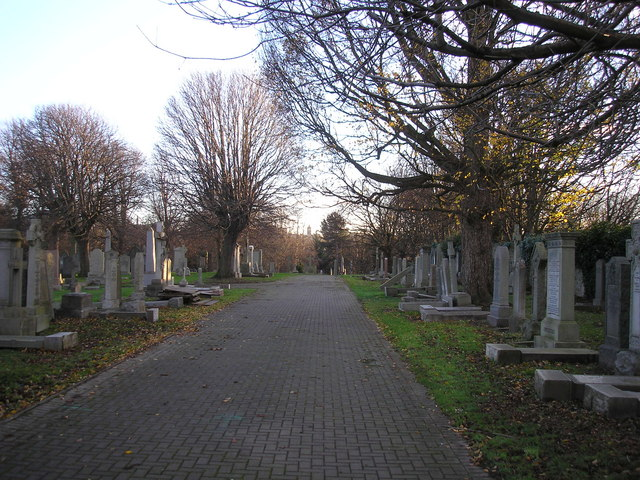
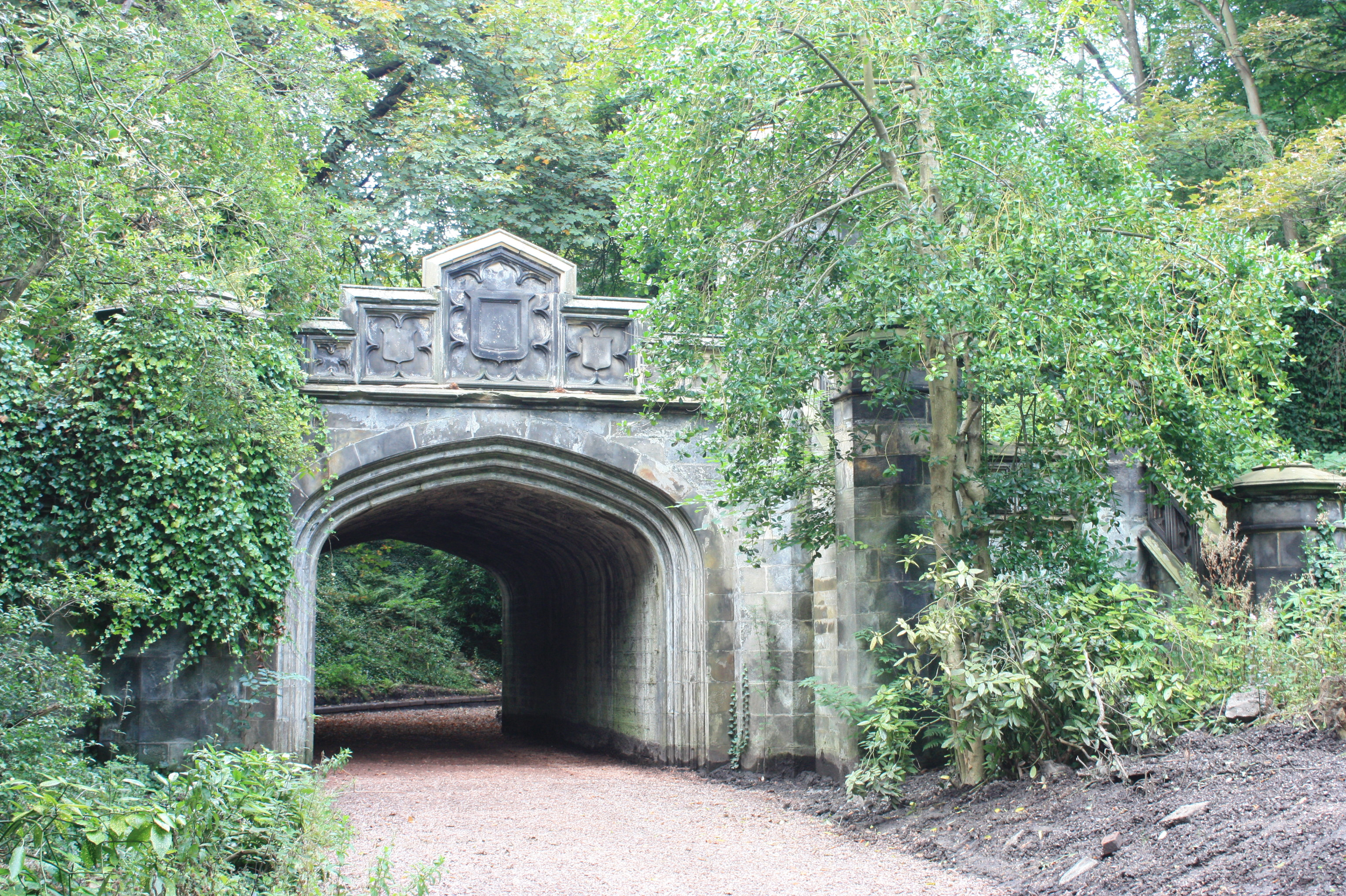
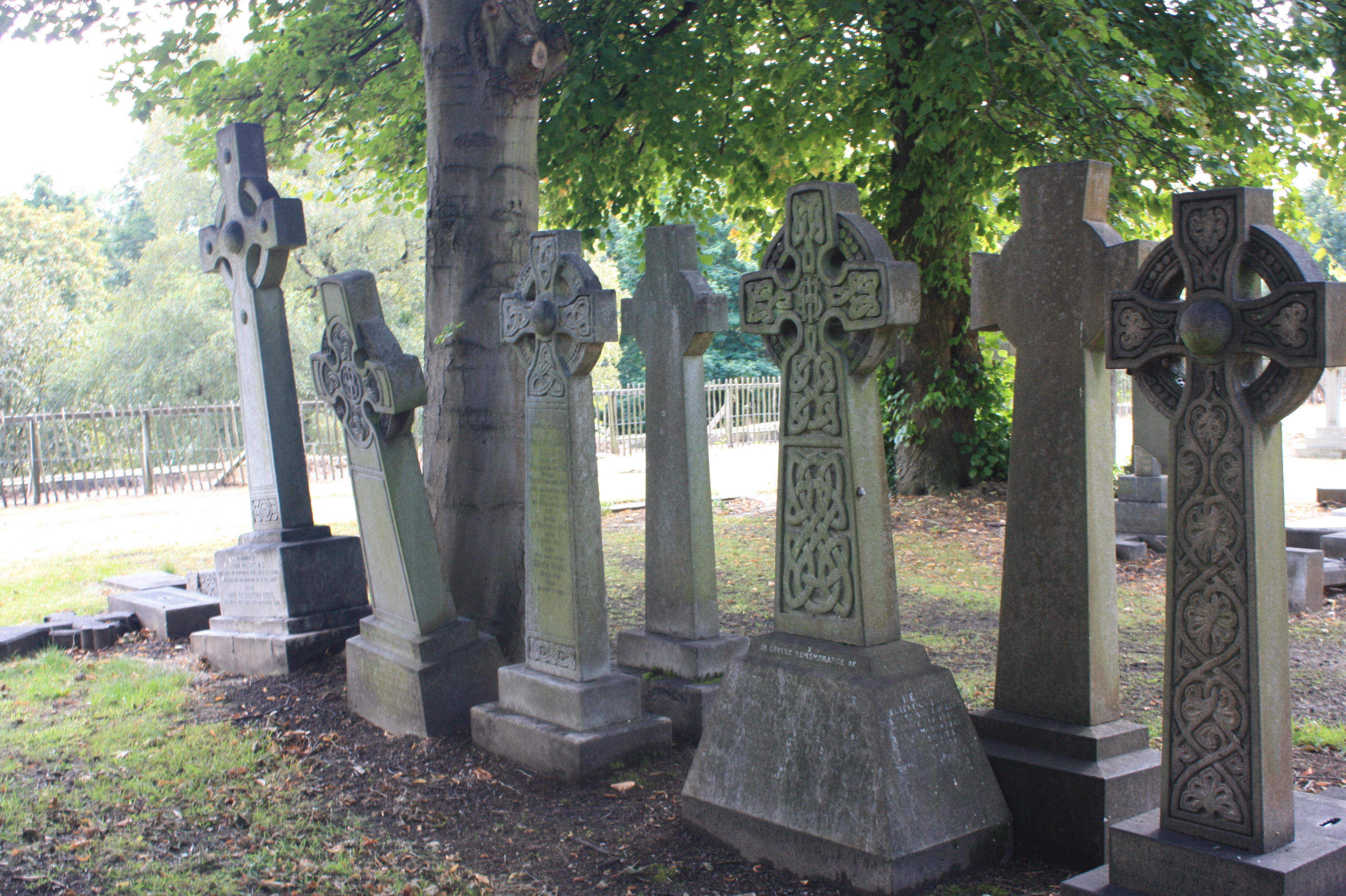
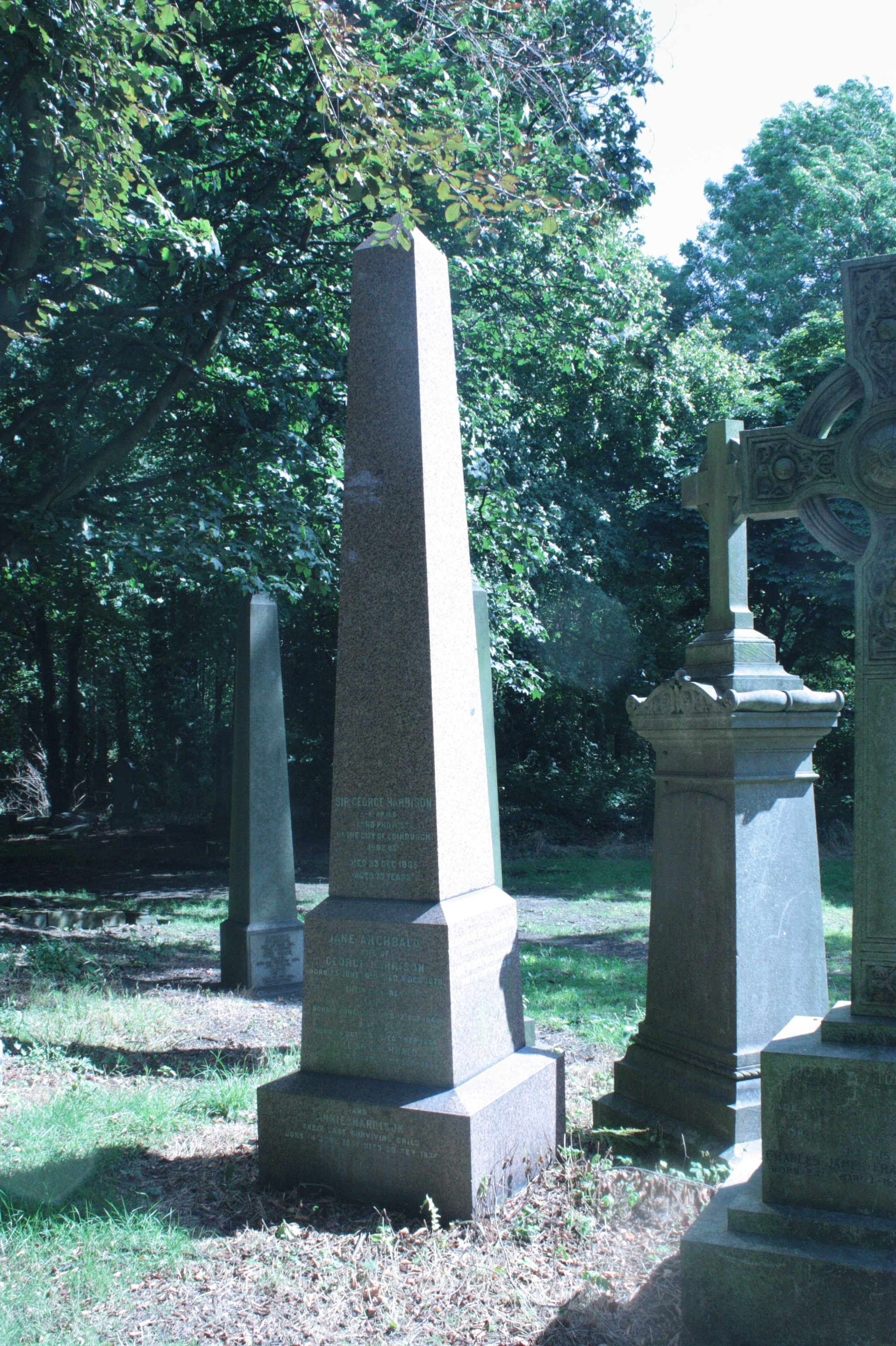
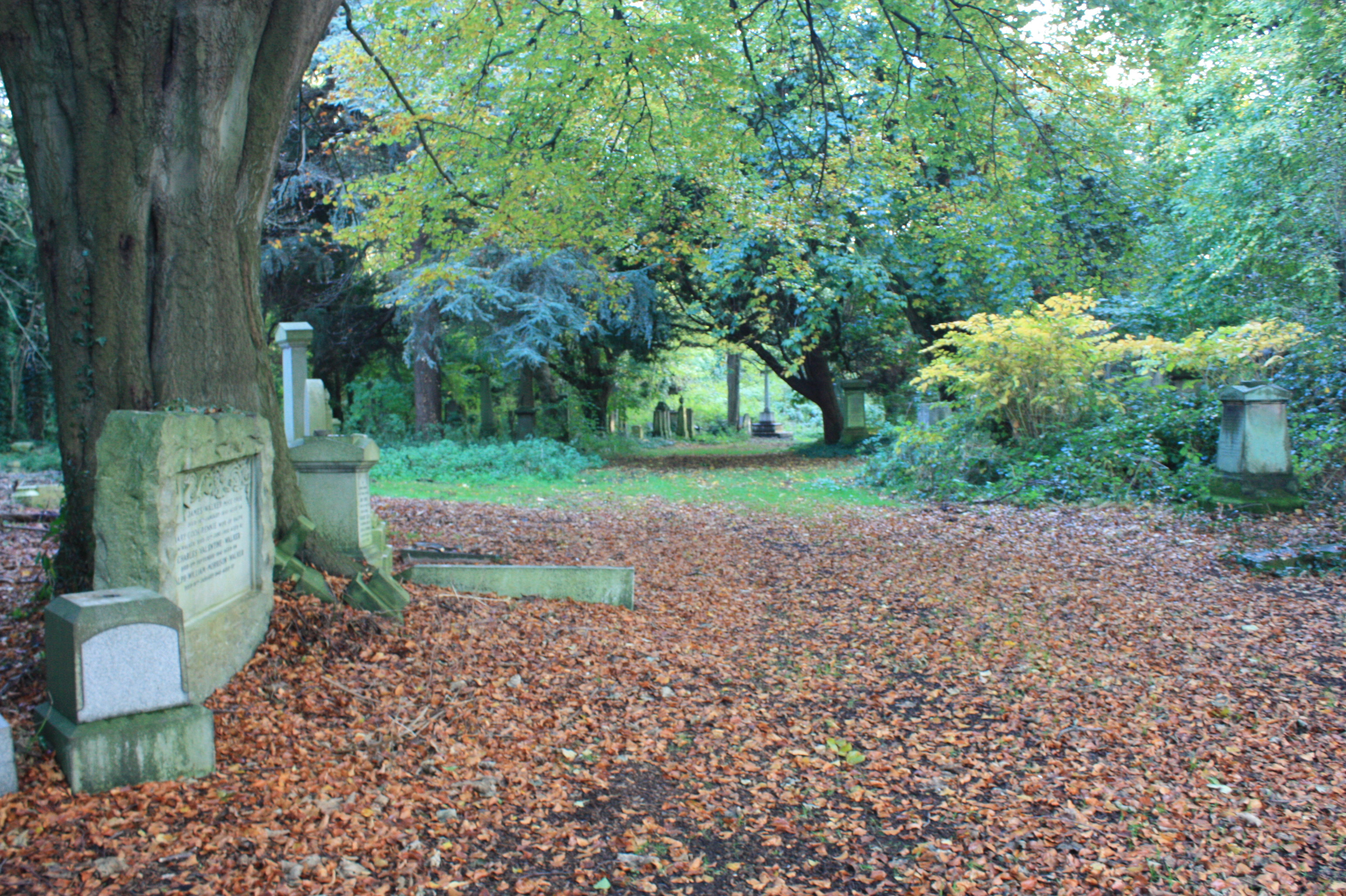
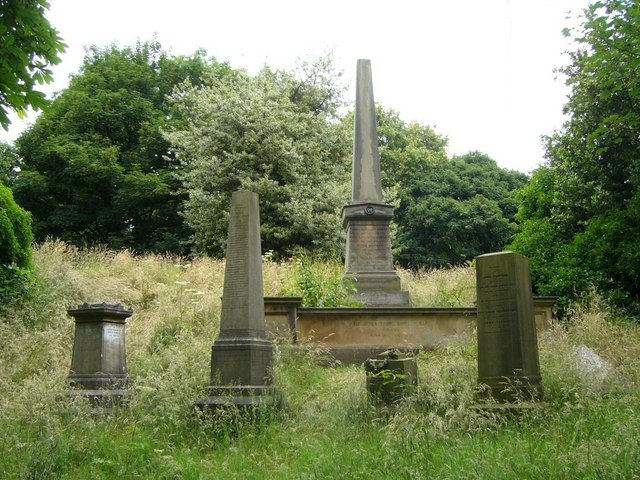